# Bălilești
Bălilești es una comuna rumana del condado de Argeș.

## Geografía
La comuna es atravesada por el río Bratia.

## Historia
Hacia finales del siglo XIX, la comuna, compuesta entonces por las aldeas de Bălilești, Romînești, Valea-Mare y Băceasc y perteneciente al antiguo condado de Muscel, tenía contabilizada una población de 956 habitantes. En la segunda mitad del siglo XX formaban parte de la comuna las localidades de Bălilești, Băjești, Golești, Poienița, Priboaia, Ulița y Valea Mare-Bratia, en el condado de Argeș.